# كواكو هيرفي كوفي
هيرفي كوفي كواكو هو حارس مرمى بوركيني من مواليد 16 أكتوبر 1996، يمارس مع نادي أسيك ميموسا الإيفواري منذ نوفمبر 2015. 

## روابط خارجية
- كواكو هيرفي كوفي على موقع رابطة كرة القدم الفرنسية للمحترفين (الإنجليزية)
- كواكو هيرفي كوفي على موقع إي إس بي إن إف سي (الإنجليزية)
- كواكو هيرفي كوفي على موقع قاعدة بيانات كرة القدم.إي يو (الإنجليزية)
- كواكو هيرفي كوفي على موقع ليكيب (الفرنسية)
- كواكو هيرفي كوفي على موقع ناشيونال فوتبول تيمز (الإنجليزية)
- كواكو هيرفي كوفي على موقع Soccerbase.com (لاعب) (الإنجليزية)
- كواكو هيرفي كوفي على موقع Soccerway.com (الإنجليزية)
- كواكو هيرفي كوفي على موقع عالم كرة القدم.نت (الإنجليزية)